# Point Man (film, 2018)
Pour plus de détails, voir Fiche technique et Distribution.
Point Man est un film de guerre américano-cambodgien sorti en 2018, réalisé par Phil Blattenberger.

## Synopsis
Pendant la guerre du Viet-Nam, en 1968, la section du lieutenant Sutter est envoyée en reconnaissance pour essayer de retrouver des éléments d'une compagnie avec laquelle on a perdu le contact.
Pris à partie par un fort contingent d'ennemis, appuyés par une mitrailleuse lourde, le lieutenant Sutter décide de faire retraite, abandonnant ses hommes de tête : trois afro-américains et un texan qui porte la mitrailleuse M60.
L'escouade des quatre hommes abandonnés parvient à s'éloigner des assaillants et rencontre les survivants d'une section de la compagnie qu'il fallait retrouver. Mais l'officier et le sergent de cette section sont en train de régler leur compte à un village de rebelles, sans faire de détails entre les civils et les combattants. Pire, ils rassemblent les femmes et les enfants pour les exécuter. Révolté, Casper les tue d'une rafale de M60. Ses camarades sont surpris de son geste, mais décident de continuer la route. 
Ils arrivent à un autre village où des scènes de violence identiques sont en train de se produire : les soldats américains tirent à l'aveuglette sur les maisons, sans se préoccuper de vérifier qu'il s'agit de combattants. Excédés, les quatre abandonnés éliminent encore les soldats américains qu'ils considèrent comme criminels. 
Après quoi le Texan les quitte. Il est pris par une escouade de viet-congs, et ceux-ci décident de l'interroger. Pendant ce temps, les trois afro-américains s'emparent d'une pirogue et remontent la rivière. Ils parviennent à délivrer leur collègue texan. 
Pendant ce temps, la nouvelle de l'exécution sommaire des deux sections américaines parvient au commandement par le biais du lieutenant Sutter qui continue sa mission. On se met à suspecter que ce sont des soldats mutins qui auront fait cela.
Le Texan décide de jouer cavalier seul et de se rapprocher des zones où les hélicoptères vont récupérer les hommes du lieutenant Sutter. Il attache les trois afro-américains et les abandonne au bord d'un plan d'eau. 
Le colonel Abraham qui suit les opérations décide de venir sur les lieux pour en avoir le cœur net sur cette histoire de mutins. 
Les trois afro-américains sont pris par les viet-congs. Au moment où il s'agit de se servir d'eux pour traverser une zone minée, arrivent le lieutenant Sutter et ses hommes, accompagnés du Texan, qui a réussi à les rejoindre sans trop éveiller de soupçons. Les viet-congs sont éliminés, et un mini-procès se tient, où le colonel Abraham essaie de comprendre ce qui s'est passé. Forts du témoignage du Texan, tous pensent que les mutins sont les trois afro-américains. Mais le Texan se trahit, et pour se défendre, provoque un échange de coups de feu, dont ne sortent vivant que l'un des afro-américains et une jeune recrue qui s'enfuit affolé et explose en plein milieu du champ de mines.

## Fiche technique
- Titre : Point Man
- Genre : film de guerre
- Réalisateur :  Phil Blattenberger
- Production : MBG Films, Hawk9 Productions, Lost Galleon Films, Starring Entertainment, Khmer Mekong Films
- Format d'image : couleur, 2.35 : 1
- Durée : 107 minutes
- Année de sortie : 2018

## Distribution
- Matthew Ewald (de) : Lieutenant Sutter
- William Shannon Williams : Colonel Abraham
- Bryan Bachman : Lieutenant Marsh
- Christofer El (sous le pseudo de Christopher Long) : Andre 'Casper' Allen
- Acoryé White : Private Whittaker
- Jacob Keohane : Silas Meeks
- Phil Blattenberger : Private Chauncey
- Joshua Dela Cruz : Quân
- Jimmy Ace Lewis : Private Rubin
- Jamie Roy : Pvt. Archuleta
- Triston Dye : Private Cotter
- Marcus Bailey : Felix Wake
- John Charles Harnett : Private Tauber
- Marianne del Gallego : villageoise Lai
- Nathaniel Thomas : Cpl. Venakides
- James Roseman : Pvt. Henry
- Jason Damico : Private Waterson
- Jason Alan Cook : Major Swain
- Branden Cobb : Private Kirkland
- Cody Howard : Matthew Ham
- Jesse Lambright : Private Reed
- Michael P. Walker : sergent Rand
- Joe W Nowland : capitaine Hardy
- Chad Moseley : Pvt. Banner
- Chase Gutzmore : Joe Creighton
- Hero Timbang: garde vietnamien
- John Y Lee : mitrailleur vietnamien